# ژان-پیر پارانتو
ژان-پیر پارانتو (فرانسوی: Jean-Pierre Paranteau‎؛ زادهٔ ۵ اوت ۱۹۴۴) دوچرخه‌سوار اهل فرانسه است.